# دينار (فرنسا)
دينار، (بالفرنسية: Dinard)‏، نطق (بريتون: Dinarzh، Gallo Dinard)، هي بلدية في إقليم إيل وفيلان، في بريتاني، في شمال غرب فرنسا.

## المناخ
يظهر الجدول التالي التغييرات المناخية على مدار السنة لدينار:
| البيانات المناخية لـدينار                                 | البيانات المناخية لـدينار | البيانات المناخية لـدينار | البيانات المناخية لـدينار | البيانات المناخية لـدينار | البيانات المناخية لـدينار | البيانات المناخية لـدينار | البيانات المناخية لـدينار | البيانات المناخية لـدينار | البيانات المناخية لـدينار | البيانات المناخية لـدينار | البيانات المناخية لـدينار | البيانات المناخية لـدينار | البيانات المناخية لـدينار |
| الشهر                                                     | يناير                     | فبراير                    | مارس                      | أبريل                     | مايو                      | يونيو                     | يوليو                     | أغسطس                     | سبتمبر                    | أكتوبر                    | نوفمبر                    | ديسمبر                    | المعدل السنوي             |
| --------------------------------------------------------- | ------------------------- | ------------------------- | ------------------------- | ------------------------- | ------------------------- | ------------------------- | ------------------------- | ------------------------- | ------------------------- | ------------------------- | ------------------------- | ------------------------- | ------------------------- |
| الدرجة القصوى °م (°ف)                                     | 16.4 (61.5)               | 18.7 (65.7)               | 23.2 (73.8)               | 26.9 (80.4)               | 29.2 (84.6)               | 33.1 (91.6)               | 35.4 (95.7)               | 39.4 (102.9)              | 33.1 (91.6)               | 28.9 (84.0)               | 19.3 (66.7)               | 17.6 (63.7)               | 39.4 (102.9)              |
| متوسط درجة الحرارة الكبرى °م (°ف)                         | 8.8 (47.8)                | 9.3 (48.7)                | 11.9 (53.4)               | 13.7 (56.7)               | 17.0 (62.6)               | 19.8 (67.6)               | 21.9 (71.4)               | 22.0 (71.6)               | 20.0 (68.0)               | 16.3 (61.3)               | 12.0 (53.6)               | 9.2 (48.6)                | 15.2 (59.4)               |
| المتوسط اليومي °م (°ف)                                    | 6.1 (43.0)                | 6.2 (43.2)                | 8.3 (46.9)                | 9.8 (49.6)                | 13.0 (55.4)               | 15.6 (60.1)               | 17.7 (63.9)               | 17.8 (64.0)               | 15.9 (60.6)               | 12.8 (55.0)               | 9.1 (48.4)                | 6.5 (43.7)                | 11.6 (52.8)               |
| متوسط درجة الحرارة الصغرى °م (°ف)                         | 3.4 (38.1)                | 3.1 (37.6)                | 4.8 (40.6)                | 5.9 (42.6)                | 9.0 (48.2)                | 11.5 (52.7)               | 13.5 (56.3)               | 13.6 (56.5)               | 11.7 (53.1)               | 9.4 (48.9)                | 6.1 (43.0)                | 3.7 (38.7)                | 8.0 (46.4)                |
| أدنى درجة حرارة °م (°ف)                                   | −13.7 (7.3)               | −11.7 (10.9)              | −6.2 (20.8)               | −2.8 (27.0)               | −0.2 (31.6)               | 3.6 (38.5)                | 6.7 (44.1)                | 5.0 (41.0)                | 2.3 (36.1)                | −4.2 (24.4)               | −5.9 (21.4)               | −9.6 (14.7)               | −13.7 (7.3)               |
| الهطول مم (إنش)                                           | 67.0 (2.64)               | 57.6 (2.27)               | 53.5 (2.11)               | 53.0 (2.09)               | 63.6 (2.50)               | 49.1 (1.93)               | 49.7 (1.96)               | 49.4 (1.94)               | 62.2 (2.45)               | 86.8 (3.42)               | 86.8 (3.42)               | 80.0 (3.15)               | 758.7 (29.87)             |
| متوسط أيام هطول الأمطار                                   | 12.6                      | 10.8                      | 11.1                      | 10.7                      | 10.3                      | 7.8                       | 7.6                       | 8.0                       | 9.7                       | 13.6                      | 13.8                      | 13.4                      | 129.5                     |
| متوسط الأيام المثلجة                                      | 1.7                       | 2.5                       | 1.4                       | 0.6                       | 0.0                       | 0.0                       | 0.0                       | 0.0                       | 0.0                       | 0.0                       | 0.3                       | 1.4                       | 7.9                       |
| متوسط الرطوبة النسبية (%)                                 | 84                        | 81                        | 79                        | 79                        | 79                        | 81                        | 81                        | 81                        | 82                        | 85                        | 84                        | 85                        | 81.8                      |
| ساعات سطوع الشمس الشهرية                                  | 69.5                      | 84.3                      | 127.5                     | 164.1                     | 188.4                     | 206.4                     | 206.4                     | 198.6                     | 167.1                     | 112.6                     | 77.8                      | 64.0                      | 1٬666٫6                   |
| المصدر #1: Meteo France                                   |                           |                           |                           |                           |                           |                           |                           |                           |                           |                           |                           |                           |                           |
| المصدر #2: Infoclimat.fr (humidity, snowy days 1961–1990) |                           |                           |                           |                           |                           |                           |                           |                           |                           |                           |                           |                           |                           |

## توأمة
لدينار (فرنسا) اتفاقيات توأمة مع كل من:
- شتارنبرغ
- Newquay [الإنجليزية]‏

## أعلام
- جوديث غوتييه
- جاي بي. جاكسون